# Ортенбург (Баварія)
Ортенбург (нім. Ortenburg) — громада в Німеччині, знаходиться в землі Баварія. Підпорядковується адміністративному округу Нижня Баварія. Входить до складу району Пассау.
Площа — 60,73 км2. Населення становить 7433 ос. (станом на 31 грудня 2020).